# Lammar Wright Jr
Pour les articles homonymes, voir Wright.
Lammar Wright Jr (né le 28 septembre 1927 à Kansas City, Missouri, États-Unis et mort le 8 juillet 1983 à Los Angeles) est un musicien de jazz américain, dont l'instrument de prédilection est la trompette.

## Biographie
Lammar Wright Jr est le fils de Lammar Wright Sr, un trompettiste de big band ayant joué dans l'orchestre de Cab Calloway. Son frère Elmon Wright, né en 1929, est également musicien. Lamar Wright Jr débute à l'âge de 16 ans dans l'orchestre de Lionel Hampton. Il joue dans les formations de Dizzy Gillespie, Charlie Barnet et Stan Kenton, ainsi que pour des artistes de rhythm and blues tels Wynonie Harris et Esther Phillips. En tant que musicien de studio il joue notamment pour Otis Redding et The Coasters.